# Activ
Activ – rumuński tercet disco, utworzony w 1999 roku w Aradzie.
W 2007 roku zespół wystąpił w Polsce na imprezie cyklicznej „Hity Na Czasie” organizowanej przez Radio Eska i TVP2. Koncert miał miejsce 24 czerwca 2007 roku w na białostockim lotnisku Krywlany.
W 2007 został wydany ich singiel pod tytułem „Without You”.

## Skład zespołu
- Oana Paola Nistor „Oana” – śpiew (2001-2010)
- Rudolf Oszkar Stefanic „Rudi” – muzyka (1999-2010)
- Flaviu Cicirean „Avi” – muzyka (1999-2010)

## Dyskografia
- Sunete (1999)
- În Transă (2002)
- Motive (2004)
- Superstar (2005)
- Everyday (2007)